# Cumeada e Marmeleiro
Cumeada e Marmeleiro (llamada oficialmente União das Freguesias de Cumeada e Marmeleiro) es una freguesia portuguesa del municipio de Sertã, distrito de Castelo Branco.

## Historia
Fue creada el 28 de enero de 2013 en aplicación de una resolución de la Asamblea de la República de Portugal promulgada el 16 de enero de 2013 con la unión de las freguesias de Cumeada y Marmeleiro, pasando su sede a estar situada en la antigua freguesia de Cumeada.

## Demografía
| Gráfica de evolución demográfica de Cumeada e Marmeleiro entre 2011 y 2021 |
|                                                                            |
| Datos según el nomenclátor publicado por el INE portugués.                 |